# NGC 964
NGC 964 è una vasta galassia a spirale situata nella costellazione della Fornace, a una distanza di circa 222 milioni di anni luce dalla nostra Via Lattea.

## Scoperta
La galassia è stata scoperta il 1 settembre 1834 dall'astronomo britannico John Herschel. Il 22 dicembre 1897, la galassia fu osservata anche dall'astronomo statunitense Lewis Swift e inserita nell'Index Catalogue con il codice IC 1814.

## Descrizione
NGC 964 ha una classe di luminosità I-II e presenta una larga riga a 21 cm dell'idrogeno neutro.